# Automatische TreinBeïnvloeding
Automatische TreinBeïnvloeding, krátce ATB, v překladu automatické ovlivňování vlaku je nizozemský vlakový zabezpečovač.
O zavedení systému ATB v Nizozemsku bylo rozhodnuto po neštěstí 8. ledna 1962 u Harmelenu, kde v husté mlze přehlédl strojvedoucí výstrahu a došlo k čelní srážce s protijedoucím vlakem. Při této nehodě bylo 91 lidí usmrceno a 54 zraněno.
V současnosti jsou v provozu tři provedení ATB:
- ATB-EG (ATB Eerste Generatie, tj. ATB první generace)
- ATB Nieuwe Generatie (ATB-NG, tj. ATB nové generace)
- ATB Eenvoudig (ATB-E)

ATB používá také amsterdamské metro.

## Funkce ATB-EG

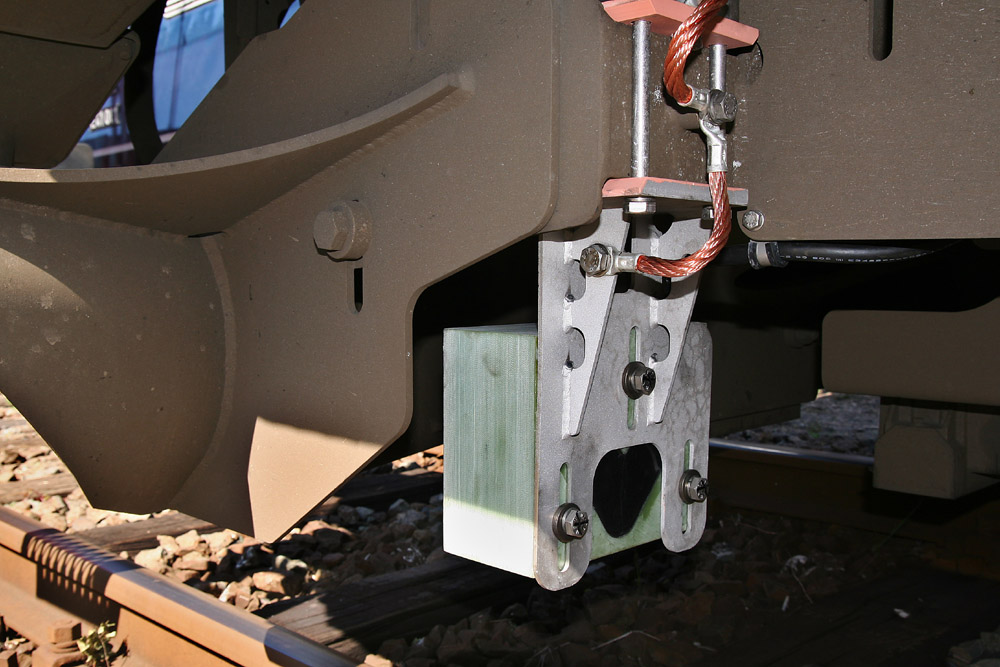
Anténa ATB na lokomotivě řady 189 DBAG

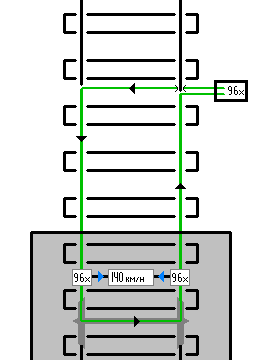
Schéma přenosu návěstí ATB-EG

ATB patří k liniovým vlakovým zabezpečovačům. Slouží k přenosu návěstí na stanoviště strojvedoucího. K tomu používá pulsy střídavého proudu o frekvenci 75 Hz přenášené kolejnicemi a snímané anténou na spodku vozidla. Dekodér na vozidle převede kód na příslušnou návěst, která se zobrazí strojvedoucímu. Kódování jednotlivých návěstí je uvedeno v následující tabulce:
| Kód (Pulsů za minutu) | Max. rychlost                              | Zobrazení |
| --------------------- | ------------------------------------------ | --------- |
| žádný                 | 40 km/h                                    |           |
| 220                   | 60 km/h                                    | 6         |
| 180                   | 80 km/h                                    | 8         |
| 120                   | 130 km/h                                   | 13        |
| 96                    | nejvyšší dovolená rychlost (max. 140 km/h) |           |
| 75                    | ATB mimo provoz                            | BD        |

## Zdokonalení

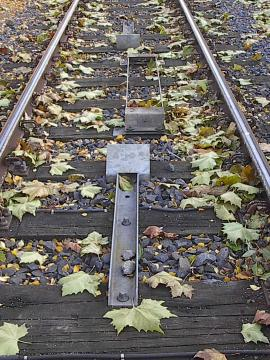
Smyčka ATB-NG

K překonání omezení daných konstrukcí tohoto zařízení byla vyvinuta verze ATB Nieuwe Generatie (ATB nové generace), které umožňuje návěstění rychlosti v intervalu 10 km/h od 0 do 200 km/h a zároveň zohledňuje hmotnost vlaku. Jelikož oba systémy ATB jsou zcela odlišné, mohou být vozidla vybavena oběma systémy a traťová část může být provozována s oběma systémy zároveň.
Také původní systém ATB-EG je zdokonalován. Verze ATB+ umožňuje zvýšit maximální rychlost a ATB++ má omezit možnost projetí návěstidla zakazujícího jízdu.
Jiným problémem je vlastnictví patentu firmou ACEC-Alstom, což neumožňuje ostatním výrobcům dodávat tento systém a zároveň omezuje interoperabilitu. Proto je také Betuweroute osazena standardním evropským zabezpečovačem ETCS.